# Tina Malti

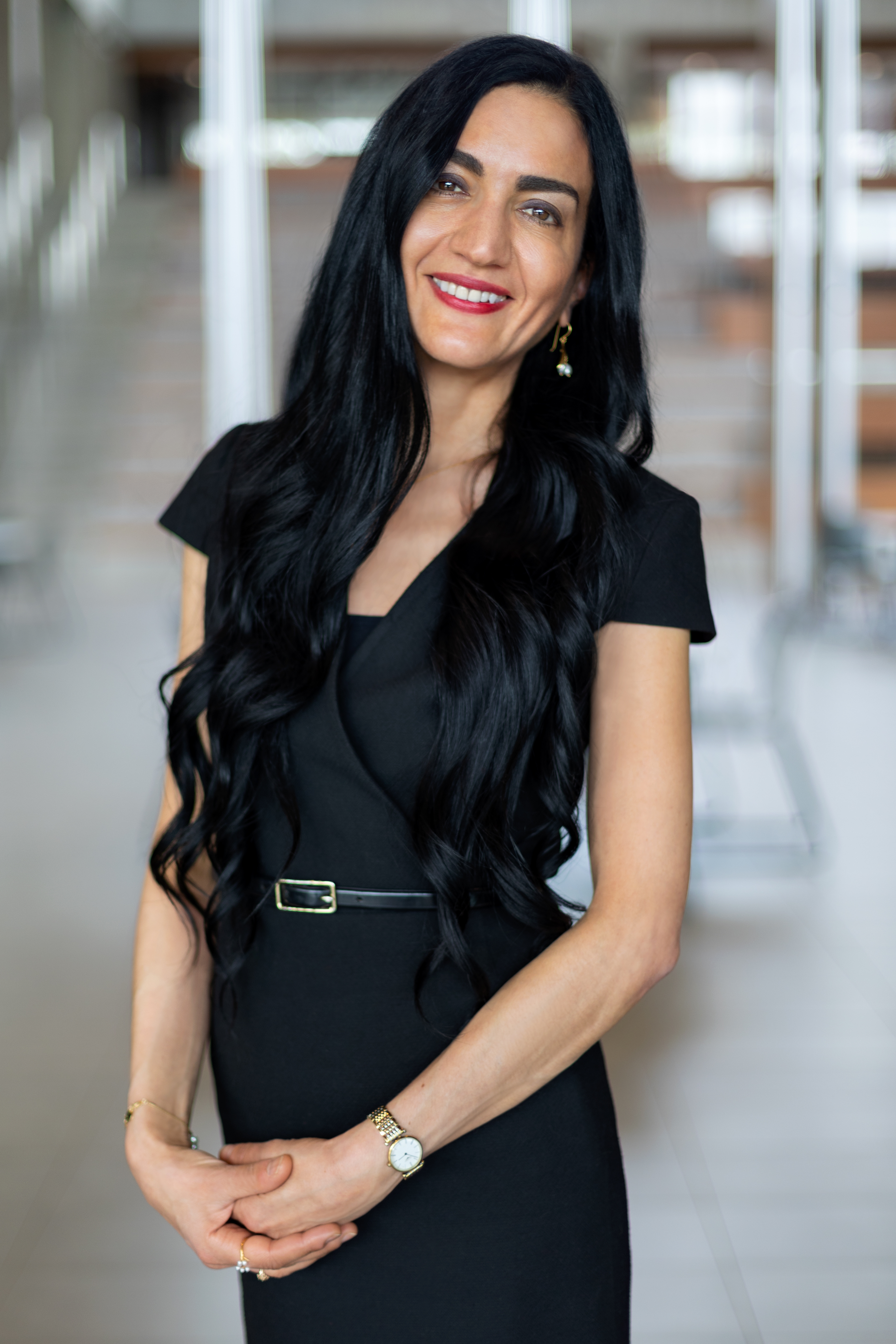
Tina Malti, 2022

Tina Malti (* 6. Februar 1974 in Alsfeld) ist eine deutsch-kanadische Entwicklungs- und klinische Psychologin mit palästinensischen Wurzeln. Sie ist approbierte Psychotherapeutin für Kinder, Jugendliche und Erwachsene. Sie ist Professorin für Psychologie an der University of Toronto und Gründungsdirektorin des Centre for Child Development, Mental Health, and Policy ebenda. Außerdem ist sie Alexander-von-Humboldt-Professorin und Initiatorin und Leiterin des Humboldt Wissenschaftszentrums für Kindesentwicklung (HumanKind) an der Universität Leipzig.
Seit 2022 ist sie Präsidentin der International Society for the Study of Behavioural Development (ISSBD).

## Biografie
Malti studierte bis 1999 Psychologie an der Freien Universität Berlin und absolvierte einen Forschungsaufenthalt an der Yale University.
Anschließend promovierte sie mit der Arbeit Das Gefühlsverständnis aggressiver Kinder bei Wolfgang Edelstein dem deutschen Sozial- und Erziehungswissenschaftler sowie Direktor des Max-Planck-Instituts für Bildungsforschung in Berlin. Zusätzlich absolvierte sie eine Ausbildung zur kognitiv-behavioralen Psychotherapeutin mit Schwerpunkt Kinder und Jugendliche an der Universität Freiburg und arbeitete als klinische Psychologin in der kinder- und Jugendpsychiatrischen und psychotherapeutischen Klinik der Universität Zürich. Von 2004 bis 2006 war sie als Postdoc am Jacobs Center for Productive Youth Development an der Universität Zürich tätig. Im Zeitraum von 2007 bis 2009 war sie Wissenschaftlerin an der Harvard Medical School sowie dem McLean Hospital (Massachusetts).
Sie ist seit 2010 Professorin für Psychologie an der University of Toronto, wo sie das Centre for Child Development, Mental Health, and Policy (CCDMP) leitet und seit 2023 Alexander-von-Humboldt-Professorin an der Universität Leipzig.
Malti ist zugelassene Psychotherapeutin für Kinder, Jugendliche und Erwachsene.

## Forschung
Malti führt und leitet seit über 20 Jahren interdisziplinäre Forschungsprojekte im Bereich der positiven Entwicklung und seelischen Gesundheit von Kindern mit unterschiedlichen Entwicklungs- und Sozialisationserfahrungen. Basierend auf diesen Arbeiten und einem humanistischen Ansatz zur Kindesentwicklung entwickeln und implementieren ihr Team und sie Strategien, die Kindern dabei helfen sollen, ihr volles Potenzial und bestes Selbst zu entwickeln sowie die negativen Folgen, die aus Erfahrungen von Trauma und Gewalt resultieren, zu überwinden. Zudem arbeitet Tina Malti eng mit regionalen, nationalen, und internationalen Partnern und Organisationen zusammen, um forschungsgestütztes Wissen bereitzustellen, das dazu beitragen kann, die Entwicklung, das Wohlbefinden und das Potenzial für Prosozialität bei allen Kindern zu fördern. Ihr internationales Team hat über 250 Publikationen in den Bereichen Kindesentwicklung, seelische Gesundheit und Interventionsforschung veröffentlicht.
Maltis Forschung nutzt Methoden und Statistiken, wie Längsschnittdesign mit mehreren Methoden (z. B. Psychophysiologie, Interviews), Entwicklungskohorten (d. h. Geburt, frühe Kindheit und mittlere Kindheit) und Zeitskalen (z. B. tägliche und jährliche Bewertungen), um die Ursprünge, Verläufe und Ursachen positiver menschlicher Fähigkeiten und Potenziale zu verstehen. Sie konzentriert sich auf die Mechanismen und Folgen für eine gesunde und positive Entwicklung in den kritischen Phasen der frühen Kindheit und Jugend und setzt ihre Arbeit in Strategien und Richtlinien für Wissenschaftler, Praktiker, politische Entscheidungsträger und die breite Öffentlichkeit um.
Malti war von 2013 bis 2020 Associate Editor der Zeitschrift Child Development und ist Mitherausgeberin des Handbook of Child and Adolescent Aggression und des Cambridge Handbook of Prosociality.
Die Wissenschaftlerin ist am künftigen geförderten Exzellenzcluster „LeiCeM“ („Leipzig Center of Metabolism“) im Rahmen von Kinderstudien beteiligt. Die endgültige Auswahlentscheidung wurde am 22. Mai 2025 in der Exzellenzkommission der Deutschen Forschungsgemeinschaft (DFG) und des Wissenschaftsrates bekanntgegeben.

## Auszeichnungen und Ehrungen (Auswahl)
- Ehrendoktorwürde (Laurea Magistrale Honoris Causa) in Erziehungswissenschaften, Pegaso Universität, Italien, 2025[14]
- Fellow, Canadian Academy of Health Sciences (CAHS) verliehen im Jahr 2024[15]
- Fellow der American Psychological Association (Division 53: Society of Clinical Child and Adolescent Psychology), verliehen im Jahr 2019.[16]
- Desmond Morton Research Excellence Award, verliehen im Jahr 2019 durch die University of Toronto.[17]
- Fellow, Association for Psychological Science, 2015-heute
- Early Researcher Award, Ontario Ministry of Research and Innovation, 2012–2017
- New Investigator Award, Canadian Institutes of Health Research, 2012–2017
- Dean’s Excellence Award from the University of Toronto Mississauga, 2011, 2012, 2014
- Connaught Award for New Researchers, University of Toronto, 2011
- Young Investigator Award, Society for Research on Adolescence, 2010
- Fellowship Award for Advanced Research Scientists, Swiss National Science Foundation, 2007–2010
- New Investigator Award, International Society for Research on Aggression, 2004

Eine Übersicht weiterer Preise und Ehrungen von Tina Malti ist auf der Website der Universität Leipzig verfügbar.